# Luis Fernández Ortigosa
Luis Fernández Ortigosa va ser un militar espanyol que va participar en la Guerra civil espanyola.

## Biografia
Militar professional, pertanyia a l'arma d'infanteria. Va realitzar els seus estudis a l'Acadèmia d'Infanteria de Toledo, on es va llicenciar en 1913 amb el grau de tinent. l desembre de 1923, poc després del cop d'estat de Primo de Rivera, va ser nomenat delegat governatiu a San Roque (Cadis). Al març de 1924, en exercici de les seves funcions, va procedir a la destitució de la corporació municipal de La Línea de la Concepción.
El juliol del 1936, al començament de la Guerra civil, ostentava el rang de comandant i es trobava destinat en l'Estat Major de la 8a Brigada d'Infanteria, amb base en Lleida. Es va mantenir fidel a la República, exercint diverses funcions durant la contesa. Al març de 1937 va ser nomenat comandant de la 104a Brigada Mixta, unitat que va manar durant el període d'instrucció. Ascendiria al grau de tinent coronel. Posteriorment seria nomenat cap d'Estat Major del XII Cos d'Exèrcit, desplegat en el front d'Aragó. L'abril del 1938 seria nomenat cap d'Estat Major de la VI Cos d'Exèrcit, càrrec que va exercir la resta de la contesa.